# 圖波列夫TB-3轟炸機
图波列夫TB-3（俄语：Тяжёлый Бомбардировщик，羅馬化：Tyazholy Bombardirovschik，意為重型轰炸机；民用型則稱為ANT-6）是1930年代苏联空军列裝的重型轟炸機，并被使用於第二次世界大战。它是世界上第一个悬翼四引擎的重型轰炸机。1939年，TB-3本來因过时而正式退役，但TB-3仍在整個二次世界大戰进行轰炸和运输工作。 TB-3也以Zveno計畫戰鬥機母機和輕型戰車運輸機的角色參加戰鬥。

## 研發
1925年，苏联空军向中央空氣流體動力學研究院（TsAGI）提出一個重型轟炸機的設計要求：必須達到2000匹馬力和固定或可收起的兩輪起落架。图波列夫设计局在1926年开始设计並於1929年定案。TB-3是以圖波列夫設計局的TB-1轰炸机作為設計基礎，起初打算使用平均輸出600匹馬力的Curtiss V-1570「征服者」发动机， 後來在生產時改為米庫林 M-17（修改過的BMW VI引擎）。1930年3月21日，TB-3的試作模型受到核可，1930年10月31日，首架原型機完成。原型機在1930年12月22日由米哈伊爾·格羅莫夫試飛。試飛期間，由于機體發生振动導致油門关闭，使得飛機差點墜毀，總體而言试飞算是成功。1931年4月20日，苏联空军批准使用M-17引擎的ANT-6大量生產。
TsAGI設計的TB-3原型機改用具有730匹馬力的BMW VIz 500引擎，有较大的散热器和木制固定節距螺旋桨。单轮起落架被认为太過脆弱，取而代之的是 1,350 mm × 300 mm（53英寸 × 12英寸） 的轉向架加上兩個輪子的起落架。第一批預先生產的TB-3-4M-17機型在1932年1月4日由A·B·尤馬舍夫（A.B.Yumashev）和I·F·佩德洛夫（I. F. Petrov）進行首次試飛。意料之外的是，随后的大规模生產，實際生產出來的機型，重量高過原型的10-12%，这大大影響了飛機的性能。主因是原料過高的誤差容忍度使飛機所使用的鋼板、管線比起精心製作的原型機還要更重、更厚。飞机也粗魯的涂上了一层厚厚的迷彩。工厂依照建議，提供工人自機體上每減少1公斤（2.2英磅）就給予100盧布的報酬。在设计局各方面的努力下，使得飛機减轻1000多公斤（2200英磅）。尽管如此，生产出來的飞机實際重量可能彼此不同，差異可能到几百公斤都有。
1933年，一架TB-3-4M-17藉由移除炮台和炸彈掛架、封住开口、安装路輪罩，來使得飛機更加流線。这僅增加最高空速4.5％和些微的最大作戰範圍。图波列夫的结论是，流線化對大型和緩慢的飛機來說，流線化的效益微乎其微。為了研究具波纹的飛機表層，在1935年1月至2月，一架TB-3-4AM-34R在機身上增加了波纹復盖物。这增加了5.5%最快空速和27.5%的最高飛行高度。採用四葉螺旋槳後，對TB-3的爬升率有明顯的增加。

### 飛行紀錄
- TB-3-4M-34R創下連續飛行18小时30分钟的紀錄。
- TB-3-4-34FRN由A·B·尤馬舍夫駕駛並記錄了在各載重狀況下的最高飛行高度：
  - 1936年9月11日：載重5000公斤的情況下可爬升到8,116（26,627英尺），同年10月28日增加到了8,980（29,460英尺）。
  - 1936年9月16日：載重10,000（22,000英磅）的情況下，最高可爬升到6,605（21,670英尺）。
  - 1936年9月20日：載重12,000（26,000英磅）的情況下，最高可爬升到2,700（8,900英尺）。

## 设计

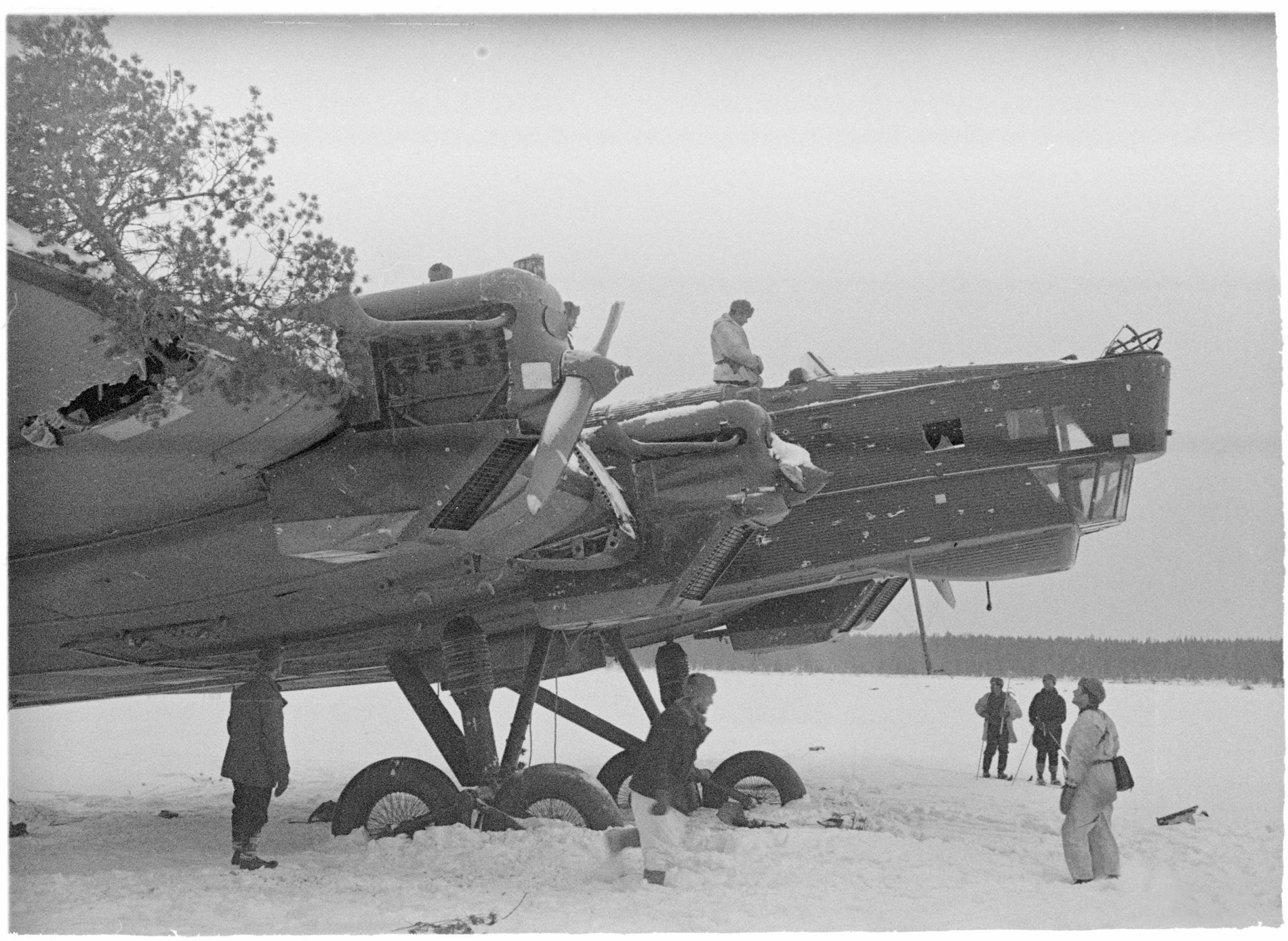
緊急降落後的TB-3，1940年3月，冬季戰爭時拍攝

TB-3的結構是全金屬建造而成，飛機的主構造採用三角槽型鋼管，外層以具波紋狀的非應力金屬覆蓋，厚度0.3（0.012英寸）到0.8（0.031英寸）不等。波紋深13（0.51英寸），波紋跟波紋間距50（2.0英寸）。機翼結構是由內四角異型管組成。1934年，因為高速鋼的發展，TB-3的翼展從39.5（130英尺）增加到41.85（137.3英尺）。人員可著軟底鞋在飛機表面任何地方行走，且不會使飛機受損，此外，將機翼前緣向下擺動，可以形成一條維修引擎的通道。控制系統包含以電纜驅動的可變傾角尾翼和當某邊引擎失效時啟用的平衡補償系統。被固定住的主起落架並沒有配置煞車，燃料庫沒有防火或防漏機制。不過，引擎有內部滅火系統。TB-3安裝的M-17引擎理論上在沒有火星塞或化油器污垢時，能夠提供最大3,250（1,750海里；2,020英里）的航程。TB-3裝有輕機槍作為自衛武器，分別被安裝在五個砲塔，一個在機鼻、兩個在機體上方中間位置，以及在兩側引擎中間各有一個可伸縮的「垃圾桶」，裡面各有一挺機槍。在後期型，機體上方的其中一挺機槍被移到機尾。

## 服役紀錄

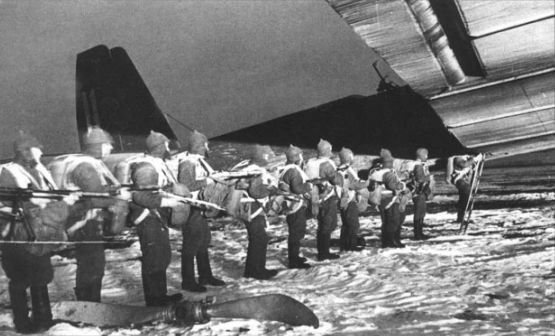
正在等候登上TB-3的傘兵

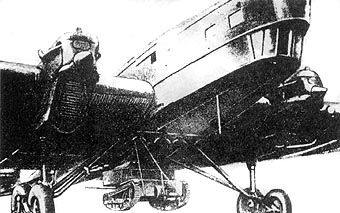
TB-3懸掛著一台T-27

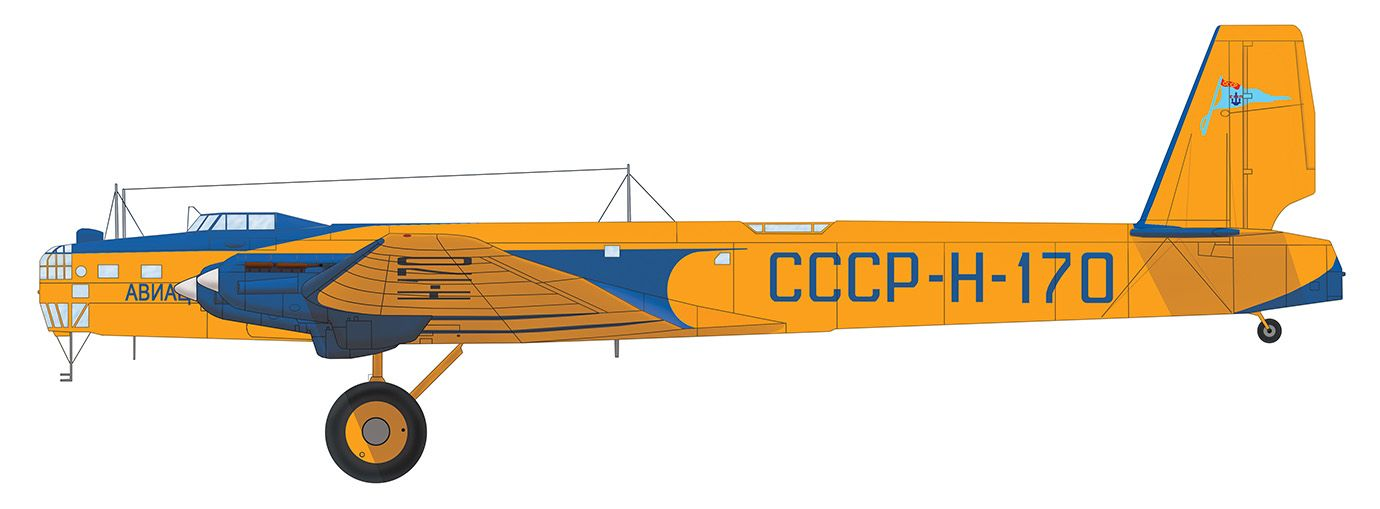
蘇聯北海航線管理局的TB-3民用版：ANT-6

### 蘇聯
TB-3被使用在對日本的1938年8月6日哈桑湖战斗，43架轰炸了反复争夺的几个高地；1939年諾門罕戰役，出动了500架次以上用于夜间轰炸，还大量用于军事空运。對芬蘭的冬季戰爭中。雖然它在1939年被正式退役。然而，1941年6月22日，德蘇戰爭開始時，蘇聯空軍依舊擁有516架可運作的TB-3，另有25架屬於蘇聯海軍航空兵。由於駐紮地遠離蘇聯西部邊界，TB-3從首波德國空襲中避免了災難性的損失，在這之後TB-3在該年6月23日起編入第三重型轟炸機團（TBAP）擔任夜間轟炸。但由於前线对地支援飞机与戰鬥機大量损失，TB-3必須在沒有護航的情況下在昼間執行轟炸任務，缓慢的航速导致易于被地方高射炮击中；虽然有环形防御火力，但在现代戰鬥機面前等于无。1941年8月時，TB-3佔了蘇聯轟炸機部隊的25%。但TB-3很适合作为夜间轰炸机，低航速使得命中精度高；机队中积累了大批精英空勤人員，一夜可執行三趟出击任務。TB-3幾乎參加了一直到1943年蘇聯所有主要的戰鬥，包括第一次斯摩稜斯克戰役、莫斯科戰役、史達林格勒戰役、列寧格勒圍城戰和庫爾斯克會戰。1941年，苏联各种原因损失了超过40架TB-3。1945年1月，第18航空軍仍然擁有十架可運作的TB-3。TB-3廣泛被使用在貨物和傘兵運輸，最多可攜帶35士兵。在戰爭前五個月，TB-3累計運送了2,797噸的物資和2,300名人員。TB-3也被用在幾個特殊的項目，例如:Zveno計畫的戰鬥機母艦和空運或空降輕型T-27、T-37或T-38坦克。1941年8月1日，兩架屬於Zveno計畫戰鬥團的TB-3，各攜帶了兩架各攜帶了一對250（550英磅）炸彈的伊-16，以自身無損失的狀況下，摧毀了羅馬尼亞康斯坦察港口中的油庫。1941年8月11日和13日，Zveno計畫戰鬥團成功地破壞了在羅馬尼亞境內多瑙河上的卡羅一世國王橋。Zveno計畫在1942年因為母艦過於脆弱而結束。
為了表彰TB-3在戰爭中的貢獻，1945年6月18日的首次戰後航空遊行，有三架TB-3出現在其中。

### 中華民國
1937年10月，苏联以144万美元价格对华军售并立即交付6架TB-3。这笔交易后来列入了1938年3月1日在莫斯科签署的《苏维埃社会主义联邦共和国政府与中华民国政府间关于实施伍仟万美金信用借款条约》，即抗战时期苏联第一次对华军事贷款，年息3%，从1938年10月31日起五年内还清。并列入1938年3月3日签订的苏联对华军售总价30,321,164美元的第一份合同之中。TB-3由苏联志愿航空队驾驶于1937年10月27日飞抵迪化，10月31日飞抵兰州，由中国空军第8大队第10中队接收。11月30日5架由苏中混合机组驾驶经汉口飞抵南昌。12月13日从南昌机场试图起飞转场吉安机场前夕，被日机炸毁2架、炸伤2架。12月25日修复后的2架与完好的1架返回兰州，当运输机使用。其中，1938年3月16日，第8大队第10中队分队长郭家彦中尉（26岁，空军军官学校第二期航空班）与张君泽少尉（24岁，中央航空学校第五期第二班(洛阳空军军校)航空班）驾驶的1602号TB3重型轰炸机在兰州拱星墩机场起飞去武汉，因单发失效，从平凉上空返航，在在兰州皋兰山营盘岭的山谷坠毁，机上运送的彼得·伊万诺维奇·阿列尼柯夫大尉以下共计20名苏联援华航空队人员仅有坐在机尾部的2人生还，机组以及机上国民政府航空委员会高级翻译李仲武、南京无线电台台长张培泽、航空机械士许振球等人全部丧生。所有遇难者葬于兰州机场南山烈士陵园。1944年以中国空军驻兰州的第四路军司令罗机署名的《空军第四军烈士墓记》碑文：“二十七年三月，东岗镇口机张君泽、李仲武等三十余烈士”。

## 型号

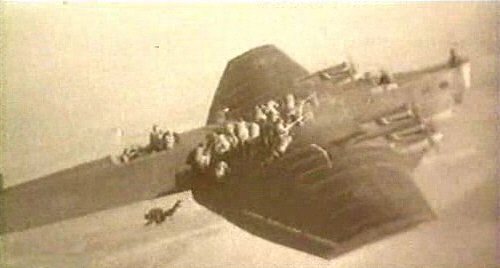
傘兵從TB-3跳下

资料来源：Shavrov

### TB-3-4M-17
第一個生產版本，大約一半的TB-3都是這個型號。

### TB-3-4M-34
使用修改過散熱器的米庫林AM-34 發動機，增加了油冷卻器，約十架左右。

### TB-3-4M-34R
使用減少齒輪箱數量的米庫林AM-34R引擎，大大改進了性能，並在尾翼安裝了額外的砲塔，尾輪改用液壓制動，以空氣動力學改進的機翼、機身，加入散熱器和可伸縮的風力發電機。

### TB-3-4-34RD
精簡機身和煞車的長程演示飛機。一些飛機使用直徑2（6.6英尺）的單輪起落架和三葉金屬螺旋槳。1933年到1934年間，曾用於飛往華沙、巴黎和羅馬的航班。

### TB-3-4-34RN
使用AM-34RN引擎的高海拔版本，四片螺旋槳在另外兩片螺旋槳外側，使用直徑2（6.6英尺）的機輪，使用ShKAS機槍，在4,200（13,800英尺）飛行時，最高空速為288每小時（156節；179英里每小時）公里每小時，巡航高度7,740（25,390英尺）。1935年8月投入測試。

### TB-3-4-34FRN/FRNV
使用AM-34FRN/FRNV發動機，增加了馬力輸出並使用四螺旋槳葉片、空氣動力學的改進，包括精簡炮台，機輪安裝了煞車，最高時速超過300每小時（160節；190英里每小時）。

### TB-3D
預計使用750匹馬力的Charomsky AN-1柴油引擎，原本預估作戰範圍可達4,280公里，因為其他特性不如TB-3-7-34RN而未投產。

### G-2
使用M-17和M-34發動機的退役TB-3，被俄羅斯航空轉用於貨運業務。

### ANT-6-4M-34R「Aviaarktika」
封閉機體的TB-3，被用於1937年的北極遠征，使用直徑2（6.6英尺）的機輪和三葉金屬螺旋槳。

## 用戶
中華民國
- 中華民國空軍

蘇聯
- 俄罗斯航空
- 苏联空军
- 苏联海军航空兵

## 事故和事件
1938年3月17日
一架Polyarnaya Aviatsiya G-2(CCCP-N210)在降落Bukhta Teplits時坠毁；地面的大雾迫使機組員重飛。因為差勁的CRM ，機組員將飛機再次飛入濃霧中。飛機高度持續降低，直到起落架卡在雪中，且剥去了起落架，造成飞机坠毁；機上七名成員皆倖存，但这架飞机後來被注销報廢。
1941年3月14日
一架俄罗斯航空的G-2(CCCP-L1496)因為失速而在烏茲別克的Begovat附近坠毁。當時飛機受到亂流影響，導致飛機高度下降，機組員試圖爬升，但卻導致飛機失速。該意外導致基上六名機組員全數罹難。當時該機正在執行Tashkent到Fergana的货运服务。
1941年8月27日
一架俄罗斯航空的G-2(CCCP-L1996)在迫降時撞上了土库曼Kizyl-Arvat附近的小山，導致機上九名乘客中有六名罹難。當時該機正在執行Tashkent到Ashgabat的货运服务。
1941年12月26日
一架俄罗斯航空的G-2(CCCP-L3043)在哈萨克Dmitriyevka(现在Bayserke)附近坠毁，原因是飛機在轉向時，使飛機高度降低而墜地，機上34名乘員有26名在該意外中罹難，包括了哈薩克執政黨的高級成員和國家官員。當時該機正在執行運送人員從Alma-Ata (現在Almaty)到Karaganda和Kazant的任務。这次墜機對G-2的生涯來說是致命的。
1941年12月29日
一架俄羅斯航空的G-2(CCCP-L2010)坠毁在阿姆河附近的Chardzhou机场，機上36名乘員有7名在該次意外罹難。當時該機正在進行從Chardzhou–Urgench的航班。

## 性能规格(TB-3-4M-17F, 1934 model)
基本信息
- 机组：四人

性能

Tupolev TB-3

- Time to altitude: 5 min to 1,000（3,300英尺）, 29 min to 3,000（9,800英尺）
- Best turn time: 40 seconds
- Takeoff roll: 300（980英尺）
- Landing roll: 330（1,080英尺）

武器

- 機槍：5到8挺 7.62×54mmR DA機關槍
- 炸彈：最多可攜帶2000公斤